# The Settlers III
The Settlers III é o terceiro jogo da famosa série de estratégia em tempo real, The Settlers, lançado em 30 de novembro de 1998.
Houve grandes mudanças no jogo, mesmo mantendo o estilo original, como a independência da jogabilidade sobre as estradas, ou seja, as unidades não precisam de estradas para se mover, e também o controle direto sobre unidades militares, o que deixa o jogo mais familiarizado com outros jogos de estratégia em tempo real, como Age of Empires, Rise of Nations e Empire Earth.
Em The Settlers III houve um fato curioso quanto a cópia do jogo, pois nas versões feitas pela pirataria, os ferreiros, ao invés de fazer o ferro, começam a fazer porcos, o que deixa a produção de vários materiais como armas impossível.

## Jogabilidade

### Construindo
A base dos jogos da série The Settlers é a construção e a economia das civilizações. Como em The Settlers II, algumas das construções precisam de algum material, e retribuirá com alguma coisa. Assim começa um ciclo que é um pouco difícil de se manter, mas importantíssimo para a vitória numa partida normal. Todas as construções requerem madeira e pedra para sua construção, e após isso também poderão requirir outras coisas.

### Ordem
Os jogadores geralmente começam a fazer produções básicas, construindo lenhadores, mineradores (pedreiras e serralherias) para as construções. Pescarias, fazendas e poços são o essencial para a comida, onde os grãos precisam de um moinho e de uma padaria, bem como os porcos vão para o açougue. Também são necessárias as residências para a movimentação da cidade. Com o início da mineração, os minérios já podem passar pelo ferreiro e o ferreiro de armas, o que depois se resulta a criação de soldados no quartel.
Em The Settlers III também existem várias construções como templos, barcos e portos, máquinas de guerra com fábrias de munição, armazéns, mercados, entre outros.

### Objetivo principal
As partidas tem como objetivo principal capturar torres e castelos inimigos. Quando um deles é capturado, as terras são transferidas e as construções do inimigo que estiverem fora do território destruídas. Isso gera táticas para a defesa e o ataque no jogo, pois é o sistema militar que defende o econômico.

### Unidades
Em The Settlers III as unidades são basicamente divididas em arqueiros, espadachins e lanceiros. O sistema de batalha funcionam como pedra-papel-tesoura, onde os arqueiros vencem do lanceiros, os lanceiros dos espadachins, que por sua vez vencem dos arqueiros. As unidades também possuem níveis, que vão do mais fraco ao mais forte, dependendo de como o jogador usa as táticas, eles vão aumentando.
Todas as unidades militares tem uma barra de vida própria (que pode ser recarregada em uma construção curandeira) e obedecem suas ordens, podendo ser diretamente controladas, algo que é típico de qualquer RTS.
Mesmo que a maioria das batalhas curtas consistam em dez ou vinte unidades, algumas partidas maiores podem afetar bastante o nível de desenvolvimento das unidades, o que pode acabar resultando em enormes batalhas.
Uma boa defesa em uma base se consiste no nível das torres e em castelos. Caso estes estejam em bom volume e quantidade, uma defesa completa poderá prosperar no campo de batalha.

## Nações
O jogo consiste nas nações do jogo original, com Romanos, Egípcios e Asiáticos, mais as Amazonas como uma quarta nação. Cada nação tem suas diferenças, podendo variar a tática de cada jogador.

## The Settlers III: Quest Of The Amazons
Com o sucesso de The Settlers III a Blue Byte lançou o pacote de expansão The Settlers III: Quest Of The Amazons, com mais opções de jogabilidade (inclusive multiplayer), além de novas construções e unidades para o jogo original.

## Multiplayer
Uma das maiores diferenças do jogo é o sistema multiplayer pela internet, que é muito variável e pode ocorrer com batalhas entre jogadores ou até mesmo com clãs criados por outros, tudo dentro da sala oficial da Blue Byte.
Muita gente tem problemas de conexão. É necessário configurar o router abrindo as seguintes portas:
3343-3350 UDP,2300-2400 UDP,47624 TCP.